# Ulrich Fließ
Ulrich Fließ (* vor 1957) ist ein deutscher Kurator und Kunsthistoriker.

## Leben
Ulrich Fließ studierte in Göttingen an der Georg-August-Universität, wo er in der Nachkriegszeit im Jahr 1957 an der Philosophischen Fakultät seine für den 25. April 1959 vorgesehene Dissertation als Maschinenschrift vervielfältigte zum Thema Das Hauswesen der Nürnberger Handwerker um 1500.
1974 publizierte Fließ in Hannover einen illustrierten Führer für die im Historischen Museum am Hohen Ufer gezeigte Ausstellung Alte Bauernhäuser in Hannover.

## Schriften
- Das Hauswesen der Nürnberger Handwerker um 1500, Dissertation 1959 an der Universität Göttingen, 1957
- Ulrich Fließ (Bearb.): Volkskundliche Abteilung [des Historischen Museums am Hohen Ufer], Teil 2 der Reihe Abteilungskataloge des Historischen Museums ..., Hannover: Historisches Museum am Hohen Ufer, 1972
- Alte Bauernhäuser in Hannover. Bilddokumente und Bauzeichnungen. Ausstellungsführer des Historischen Museums am Hohen Ufer, Hannover: Historisches Museum am Hohen Ufer, 1974
- Bilderbogen – Kinderbogen. Populäre Druckgraphik des 19. Jahrhunderts Begleitheft zur gleichnamigen Ausstellung, Hannover: Historisches Museum am Hohen Ufer, 1980
- Keramik. Kunsthandwerk Richard Uhlemeyer, Hannover 1935–1961, Texte und Katalog zur Ausstellung von Ulrich Fließ, Hannover: Historisches Museum am Hohen Ufer, 1983
- Arbeitsgeschirr deutscher Zimmerleute. Werkzeuge und Bilder, Begleitheft zur Ausstellung im Historischen Museum Hannover vom 28. März bis 24. Juni 1984, Sonderdruck aus dem in der Zeitschrift Heimatland, Ausgabe 2 von 1984 erschienenen Beitrag, Hannover: Historisches Museum, 1984
- Ulrich Fließ (Text), Pirkko Sihvo (Mitarb.): Alte Bauernteppiche. Höhepunkt finnischer Webkunst, Texte und Katalog zur Ausstellung von Ulrich Fliess, Hannover: Historisches Museum am Hohen Ufer, 1986; Inhaltsverzeichnis
- Ulrich Fließ et al., Reinhard Gottschalk (Fotos): Historisches Museum am Hohen Ufer Hannover, München: Magazinpresse-Verlag, 1986